# Wake-Up-Call (NASA)
Der Wake-Up-Call stellt den Beginn eines Arbeitstages von NASA-Astronauten im All dar. Der Begriff bedeutet „Aufwach-Anruf“ und ist an den Service von Hotels angelehnt, bei denen der Portier auf  Wunsch den Gast zu einer bestimmten Uhrzeit per Anruf auf dem Zimmertelefon weckt.

## Tradition
Es ist langjährige NASA-Tradition, dass die Bodenkontrolle die im All befindlichen Astronauten mit einem persönlichen Gruß weckt. Hierzu beginnt der erste Funkruf des Tages mit dem Anspielen eines Liedes, gefolgt von Grüßen und Wünschen an das Team, woraufhin die Mannschaft den Funkruf entsprechend erwidert. Während der Funkverkehr gewöhnlich von Arbeitsanweisungen und technischen Informationen geprägt ist, stellt der Wake-Up-Call den einzigen Austausch von persönlichen Eindrücken dar und wird zudem von den Astronauten oftmals zum Gruß der eigenen Familie genutzt. Die gespielten Musikstücke werden dabei in der Regel von den Familienmitgliedern der Astronauten ausgesucht.
Das Repertoire der bislang gespielten Songs ist breit gefächert und reicht von Liedern der Beach Boys (STS-107, 14. Flugtag, Team Blue), der Bay City Rollers (STS-92, 11. Flugtag) bis hin zum Ketchup-Song von Las Ketchup (STS-113, 12. Flugtag). „Spitzenreiter“ der Wake-Up-Calls ist What a Wonderful World von Louis Armstrong sowie I’ll Be Home for Christmas bei Besatzungen, die sich zum Jahresende im All befinden. Ausländische Crewmitglieder werden oftmals mit Volksliedern aus ihrer Heimat begrüßt. So war beispielsweise der Japaner Noguchi Sōichi, Mitglied der Space-Shuttle-Crew STS-114, Adressat des Weckrufs des fünften Flugtages, der mit dem japanischen Lied Sanpo in der Version des Chors der Japanese School of Houston gegrüßt wurde. Am Tag der Landung von STS-114 wurde Good Day Sunshine von den Beatles gespielt.
Mitunter erfolgt der Wake-Up-Call auch zweimal täglich. Dies ist stets dann der Fall, wenn eine Mission aus mehreren Crewmitgliedern besteht, die für einen optimalen Arbeitsablauf in zwei Schichten eingeteilt werden („Team Red“ bzw. „Team Blue“).
Die Crews nutzten die Wake-Up-Calls auch, um zu den Klängen eigene Comedyeinlagen vorzuführen und diese per Video festzuhalten, die letztlich von den Fernsehsendern ausgestrahlt wurden. Die NASA empfand dies als Negativimage, da die Nachrichten in erster Linie nur darstellen würden, welchen Spaß man im All haben kann. Die Berichterstattung über die tatsächliche Arbeit im Orbit blieb dabei dann aus Sicht der NASA auf der Strecke. Insofern verfügte man ab 1989, auf Comedyeinlagen jeglicher Art im Rahmen der Wake-Up-Calls zu verzichten und sich lediglich auf reine Musikstücke zu beschränken, die nicht länger als zwei Minuten angespielt werden sollen.

## Kuriose Wake-Up-Calls
- STS-2 wurde zweimal mit Passagen aus der Muppet Show begrüßt, beide Grüße stammten aus der Sketch-Reihe „Schweine im Weltall“.
- STS-26 wurde am 30. September 1988 nicht durch den üblichen musikalischen Gruß geweckt. Vielmehr nahm zuvor ein NASA-Mitarbeiter Kontakt zum Schauspieler Robin Williams auf. Dieser war Hauptdarsteller im Film Good Morning, Vietnam. Darin spielt er einen Radiomoderator, der die in Vietnam stationierten US-Soldaten in seinen Sendungen mit dem gedehnten Ausruf „Good Morning, Vietnam!“ begrüßt. Analog dazu war Williams bereit, einen Weckruf aufzunehmen, der mit den Worten „Good Morning, Discovery!“ begann.
- Am 13. November 2005 wurde die ISS-Expedition 12 durch eine Liveübertragung von Good Day Sunshine von Paul McCartney geweckt.[1]

## Deutschsprachige Wake-Up-Calls
| Flug    | Flugtag | Musikstück                     | Künstler           | Astronaut     |
| ------- | ------- | ------------------------------ | ------------------ | ------------- |
| STS-122 | 4.      | Männer                         | Herbert Grönemeyer | Hans Schlegel |
| STS-122 | 9.      | Marmor, Stein und Eisen bricht | Drafi Deutscher    | Hans Schlegel |